# Wallace Roney
Wallace Roney (Philadelphia (Pennsylvania), 25 mei 1960 – Paterson (New Jersey), 31 maart 2020) was een Amerikaanse jazztrompettist.

## Carrière
Roney, wiens vader amateurdrummer was, begon op 4-jarige leeftijd op de trompet te spelen, maar kreeg eerst pianoles, voordat hij op 9-jarige leeftijd door Sigmund Haring van het Philadelphia Orchestra werd onderricht op de trompet. Voordat hij de 'Duke Ellington High School for the Performing Arts' bezocht, had hij op 14-jarige leeftijd al zijn eerste opnamen. In 1976 begeleidde hij Haki R. Madhubuti. Daarna studeerde hij aan het Berklee College of Music en de Howard-universiteit. In 1979 speelde hij met Abdullah Ibrahim (1979) en hield hij zich met dagbaantjes boven water. Voordat Miles Davis hem een van diens instrumenten cadeau deed, oefende hij op een geleende trompet. Van 1980 tot 1982 behoorde hij voor de eerste keer bij Art Blakeys Jazz Messengers, waar hij drie keer terugkeerde om in 1987 te fungeren als hun muzikaal leider.
Tijdens de daaropvolgende jaren werkte hij in de bands van McCoy Tyner, Cedar Walton, Philly Joe Jones, Chico Freeman, Elvin Jones, Ricky Ford, Cindy Blackman en Tony Williams. Vanaf 1987 leidde hij zijn eigen bands. Hij speelde met de drummers Marvin Smitty Smith en Cody Moffett, de pianisten Geri Allen, Kenny Barron, Randy Weston en de Fin Jarmo Savolainen en met Kenny Garrett, James Spaulding, Vincent Herring en Christopher Hollyday. In 1991 werkte hij mee aan Miles Davis legendarische optreden tijdens het Montreux Jazz Festival  met (Miles & Quincy Live at Montreux). Wallace, wiens trompetgeluid veel lijkt op dat van Davis, speelde in Montreux een gedeelte van de soli. Na het overlijden van Miles Davis werkte hij met Herbie Hancock, Ron Carter, Wayne Shorter en Tony Williams een herdenkingstournee af. Hij werkte ook mee aan het tribute-album Re-Birth of the Cool, die werd geleid door Gerry Mulligan en behoorde tot de Tribute Band van Dizzy Gillespie (1991). 
Roney trad op als sideman met muzikanten als Walter Davis jr., Jay McShann, David Murray en als solist met Ornette Coleman, Sonny Rollins, Curtis Fuller, Carole King, Joni Mitchell en Dizzy Gillespie. In 2001 was hij met All Star-formaties rond Herbie Hancock en Chick Corea op tournee. Op 40-jarige leeftijd was hij al betrokken bij opnamen op 250 geluidsdragers.

## Privéleven en overlijden
Roney was getrouwd met Geri Allen (1957-2017). Ze zijn samen te horen op onder andere hun album The Gathering. De drummer Antoine Roney is zijn jongere broer. Wallace Roney overleed in maart 2020 op 59-jarige leeftijd door complicaties van het coronavirus.

## Onderscheidingen
In 1989 en 1980 won Roney het Down Beat-concours als «Best College Jazz Instrumentalist». In 1989 en 1990 won Wallace de Down Beat criticipoll als trompettist, die verdere aandacht verdiende. In 1995 kreeg hij voor A Tribute to Miles van Ron Carter, Herbie Hancock, Wallace Roney, Wayne Shorter & Tony Williams een Grammy Award voor de beste jazz-instrumentale presentatie.

## Discografie
- 1987: Verses (Muse Records) met Gary Thomas, Mulgrew Miller, Charnett Moffett, Tony Williams
- 1988: Intuition met Gary Thomas, Kenny Garrett, Mulgrew Miller, Ron Carter, Cindy Blackman
- 1989: The Standard Bearer met Gary Thomas, Mulgrew Miller, Charnett Moffett, Cindy Blackman, Steve Berrios
- 1989: What's New met Marc Cohen, Charnett Moffett, Cindy Blackman
- 1990: Obsession (Muse Records) met Gary Thomas, Donald Brown, Christian McBride, Cindy Blackman
- 1991: Seth Air (Muse Records) met Antoine Roney, Jacky Terrasson, Peter Washington, Eric Allen
- 1993: Munchin'  met Ravi Coltrane, Geri Allen, Christian McBride, Kenny Washington
- 1993: Crunchin'  met Antonio Hart, Geri Allen, Ron Carter, Kenny Washington
- 1994: Misterios met Antoine Roney, Ravi Coltrane, Geri Allen, Clarence Seay, Eric Allen, Steve Berrios, Steve Thornton, Valtinho Anastacio, Gil Goldstein
- 1995: Wallace Roney Quintet met Antoine Roney, Carlos McKinney, Clarence Seay, Eric Allen
- 1996: Village met Antoine Roney, Chick Corea, Geri Allen, Clarence Seay, Lenny White, Michael Brecker, Pharoah Sanders, Robert Irving III, Steve Berrios
- 2001: No Room For Argument (Stretch) met Geri Allen, Buster Williams, Lenny White
- 2004: Prototype (High Note) met Antoine Roney, Don Byron, Clifton Anderson, Geri Allen, Adam Holzman, Matt Garrison, Eric Allen, DJ Logic
- 2005: Mystikal (High Note) met Antoine Roney, Geri Allen, Adam Holzman, Matt Garrison, Eric Allen, Bobby Thomas jr.,  Val Jeanty
- 2007: Jazz (High Note) met Antoine Roney, Geri Allen, Robert Irving III, DJ Axum, Rashaan Carter, Eric Allen, Bobby Thomas jr.,  Val Jeanty

- Biblioteca Nacional de España: XX1302685
- Bibliothèque nationale de France: cb13930787k (data)
- CiNii: DA1621768X
- Gemeinsame Normdatei: 134501462
- International Standard Name Identifier: 0000 0000 5513 0727
- Library of Congress Control Number: n88634414
- MusicBrainz: 30907194-57ca-4c7f-8e10-8c2883799052
- Nationale Bibliotheek van Israël: 987007338281505171
- Nederlandse Thesaurus van Auteursnamen: 108636275
- Système universitaire de documentation: 17030079X
- Virtual International Authority File: 2659548
- WorldCat: E39PBJmdqdWMtxMfC3Vb9Wf8YP